# فرنسيسكو كزافييه دي لونا بيزارو
فرنسيسكو كزافييه دي لونا بيزارو هو محامي وسياسي إسباني وبيروفي، ولد في 3 نوفمبر 1780 في أريكيبا في بيرو، وتوفي في 2 فبراير 1855 في ليما في بيرو.

## مناصب
- انتخب أسقف من غير أبرشية [الإنجليزية]‏ (1 فبراير 1836 – ).
- انتخب أسقف كاثوليكي (21 سبتمبر 1837 – ).
- انتخب أسقف مساعد [الإنجليزية]‏ (1 فبراير 1836 – ).
- انتخب مطران كاثوليكي  [لغات أخرى]‏ (24 أبريل 1845 – ).